# 城际列车 (德国)

城际列车标志；德国曾在1971年至1991年使用，而其它国家如城际列车 (瑞士)和城际列车 (比利时)则沿用至今

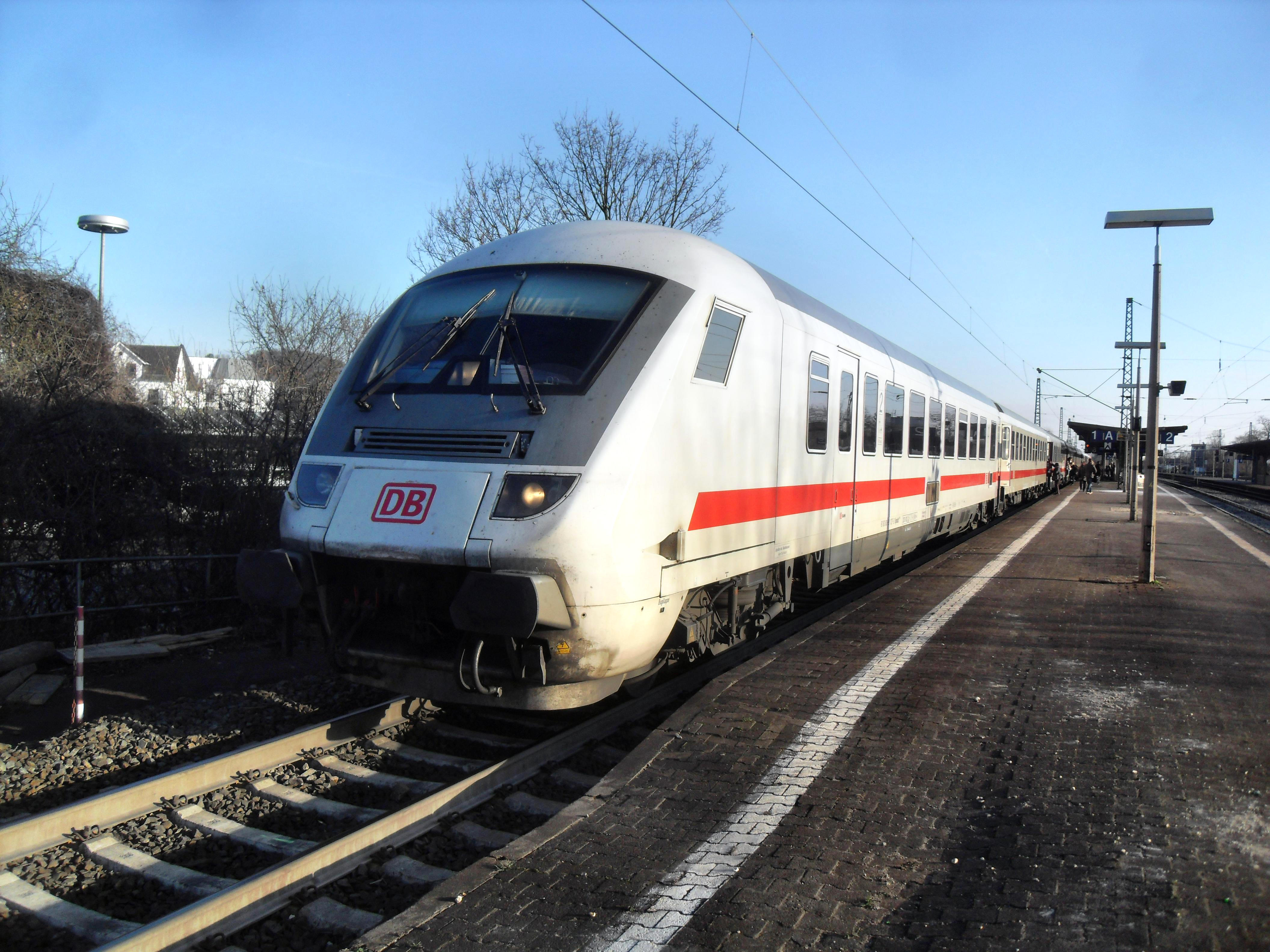
德国铁路一列城际列车的控制车

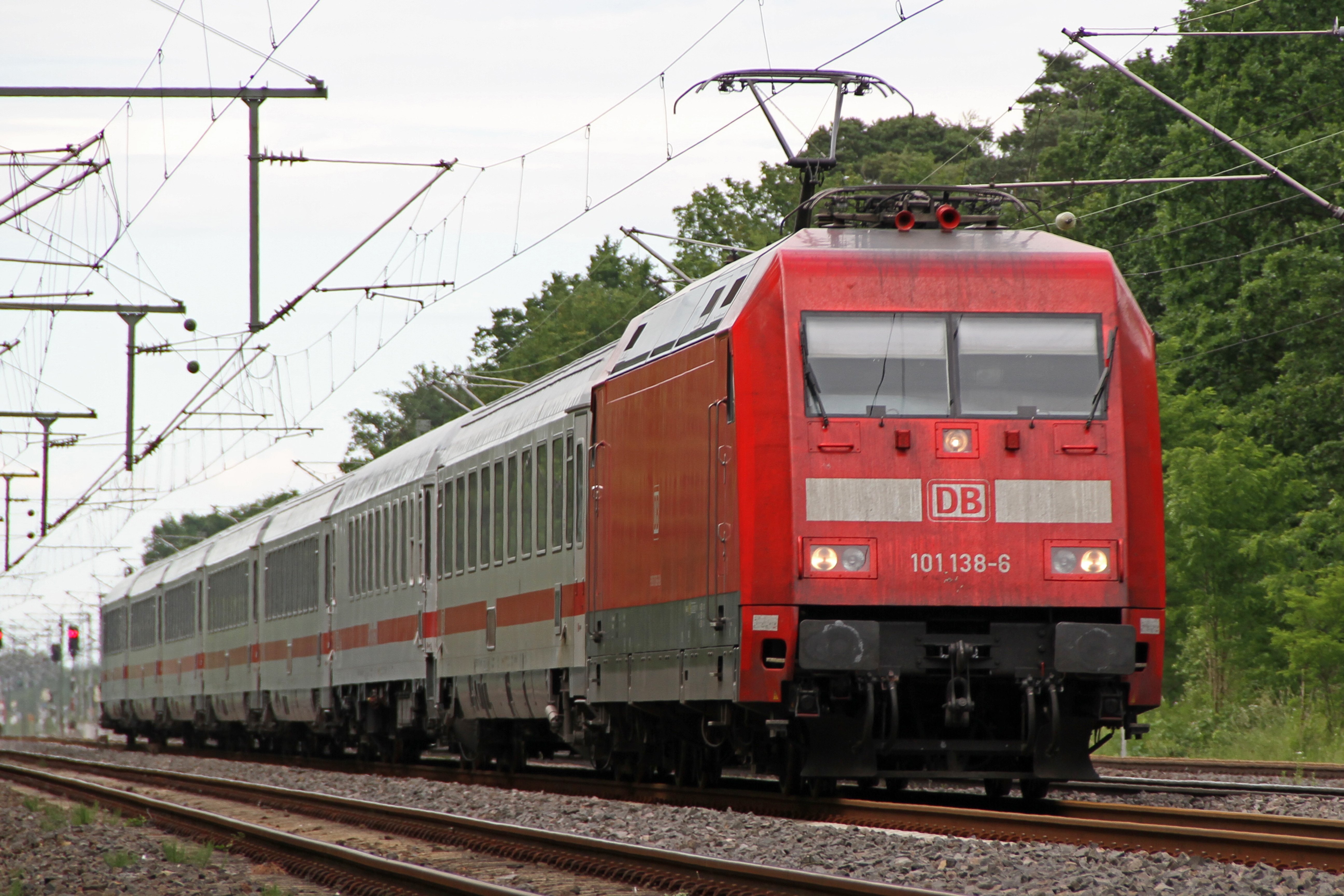
德国铁路的一列城际列车

城际列车（德語：Intercity，縮寫為IC）是德国仅次于城際快車的第二高等级列车类别，通常用于长途客运。其营运网络覆盖全德国，并通常以两小时1班的发车频率提供服务，而在一些核心路段则可通过多条线路的叠加获得更高频率的服务。城际列车由总部设于法兰克福的德国铁路子公司——德铁长途运输负责营运。它几乎完全在德国国内的线路上运行，与其对应的跨境服务类别为欧城列车。

## 历史
德国的城际列车服务是在1971年9月26日面世，它在当时的书面写法仍为。这些列车取代了原长途列车（简称）类别，并且通过一个带有四条线路（见1971年网络）及所谓“系统停站（Systemhalten）”的钟面运行图，将前联邦德国最重要的经济中心（汉堡、汉诺威、莱茵/鲁尔、莱茵/美茵、莱茵/内卡和慕尼黑）与巴塞尔相互连接在一起。其中“系统停站”是指，行经这些车站的每一班列车都会根据其线路进行有计划的停站。据德国联邦铁路声称，这套城际列车系统是全球首个定期发车间隔为两小时1班的长途列车系统。
与西德当时的其它列车类别相比，城际列车更为舒适的特征还包括其较大和带空调的隔间。然而由于政府随着经济下滑而缩减开支，且由于日益增长的交通需求，列车无法以预期的200公里/小时的最高速度运行。同时，城际列车还需要受到一项特殊的“城际列车服务运营监控（Betriebsüberwachung für den Intercity-Verkehr，Bü-IC）”，这项监控由新设立的中央运输指挥中心负责。200公里/小时的城际列车服务直至1991年5月才在《铁路建设及营运条例》中获得验收批准，在此之前旅客列车的最高速度仅被限制为160公里/小时。
在城际列车推出后的三个月内，长途运输的乘客数量增长了40%，而同期搭乘直通列车（简称）的乘客数量则下降了10%。城际列车是伴随着口号为“智慧旅遊（Intelligenter Reisen）”的广告攻势共同推出。
城际列车最初是仅提供一等车厢席位及发车间隔为两小时1班的服务。同时全欧快车（简称，也是仅设一等车厢）也会在相关的线路中加入城际列车的運輸频率。为了達成此目標，相关的工作小组自1967年起便开始着手开发既有的长途列车网络，该小组也可能是这一术语的最初命名者。然而从长远来看，这项列车服务只吸引了相当有限的客户群（主要为企业），因为乘客出行日趋转向航空运输。尤其是当德国联邦铁路在1974年录得长途运输的亏损后，当局开始寻求改善的可能性。工作小组必须开发新的解决方案，并直接向董事会负责。他们已经意识到，城际列车系统的未来可以包含二等车厢。工作小组的研究表明，尽管有80%的长途旅客会使用现有城际列车网络的4条线路出行，但当中只有21%会搭乘全程。该小组就此赢得了一个新的建议。在遭到了相当大的阻力后，德国联邦铁路董事会在1977年10月4日决定，城际列车未来将普遍提供二等车厢，并将发车间隔缩短为每小时1班。
首个搭载两舱等级的IC列车早在1976年便已于不来梅至慕尼黑间运行，尽管只有为数较少的班次，但这也奠定城际列车未来的发展方向。在广泛实行新的IC系统前，城际列车会搭载一等及二等车厢，自1978年的夏季运行图调整起在汉堡至科隆的线路上进行发车间隔为每小时1班的测试。至1979年，名为的新方案伴随着“每小时，每舱别（Jede Stunde, jede Klasse）”的口号正式实行，所有城际列车均搭载有二等车厢，并且发车频率加密至每小时1班。然而，此前运行于既有IC线路上的大部分直通列车服务就此消失，仅余少数几班夜车仍暂时维持。
在1978年进行的试运行中，一等车厢是被编组在列车的南端尾部。但在瑞士联邦铁路的要求下，车厢编排发生了变化，即一等车厢在汉堡－科隆和巴塞尔之间是位于列车的北端尾部（来自德国的列车必须在巴塞尔瑞士车站换向）。此举可令一等车厢的乘客在抵达尽头式的苏黎世火车总站时可直接来到站台末端。这是德国联邦铁路对瑞士联邦铁路所作出的让步，以换取后者同意让城际列车使用他们的轨道。但这也造成了从法兰克福或慕尼黑等尽头站出发的一等车厢乘客无法直接在站台末端登车，而是需要步行更远。
除了每小时1班的发车间隔外，IC网络还可以使乘客在汉诺威、多特蒙德、科隆、曼海姆和维尔茨堡等枢纽车站，通过如同以前纯一等车厢网络的往来停站，获得在同站台换乘其它线路的列车的机会。在网络布局中可以发现，在所有往来车站中，一等及二等车厢都会于站台上各自对应。值得注意的是，原有的一等车厢乘客仍然可以避免搭乘城际列车，因为全欧快车此时仍有7班列车营运，它们在主要的线路中会比钟面列车的运行时间更快。然而此后这些列车却由于缺乏需求而分别停运——其自身高档服务的潜力相对于平行设立的两舱等级而言被证明是太低了（参见全欧快车）。
随着高速铁路及城际快车（简称）在1991年面世，这些线路的城际列车服务逐渐被城际快车所取代。然而，一些线路至今却仍然具备竞争力，因为在此后区际列车（简称）停运后，部分这一类别的线路也被“升级”为IC线路。于是在莱茵-鲁尔至莱茵-美因之间开办的服务中，ICE列车大多是利用高速铁路经由韋斯特林山运行，而IC/EC列车则是经由科布伦茨及莱茵河沿岸运行，两者的行程时间差约为1小时。
在2000年，IC/EC列车共計113亿客公里的的发送量，比上年下降约6亿客公里。2001年10月，IC车队开始了全面的现代化翻新工程，并在2002年3月14日提交了首列经过翻新的IC/EC列车。德国铁路总共投入了2亿欧元，以对车队中总共1750辆IC/EC车厢中的1198辆进行强化，使它们的营运年限能够至少再延长10年。在2012年夏天则开始了另外一项重新设计方案，其中大部分的IC列车将获得新的座椅和进一步的细节改造。
由于IC列车在国家铁路运输的龙头地位被转移至舒适性、服务及行车时间都更高的ICE列车，如今它们的等级只能被归类在后者之下。因此仅少数列车仍保留有餐车（Bordrestaurants），其余更多的是仅设简餐车（Bordbistro）提供有限度的服务。其中61号线（卡尔斯鲁厄－斯图加特－纽伦堡）的IC列车自2011年6月的运行图调整后完全取消了餐饮服务，所以此前在2010年12月因简餐车撤编而推出的替代产品“饭盒服务（Snack-Caddy-Service）”也随之停办。此外，IC列车还会采用更频繁的停站或行经不同的线路（通常较慢）与ICE列车进行差异化竞争。即便是与此前的IR列车相比，后者的舒适度也更低，尤其是在同一列车中并非全部车厢都配备空调。而IC列车尽管在二等车厢中几乎完全采用开放座车配置，但在一等车厢中则通常不仅是全隔间座车或全开放座车。

### 使用车辆

#### 车厢（以往）

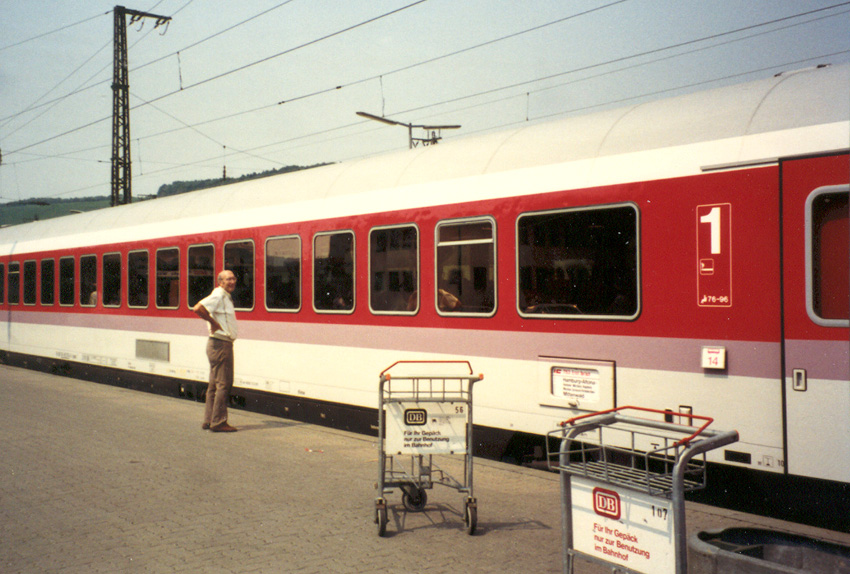
IC783次“恩斯特·巴拉赫号”的一等开放座车（1989年）

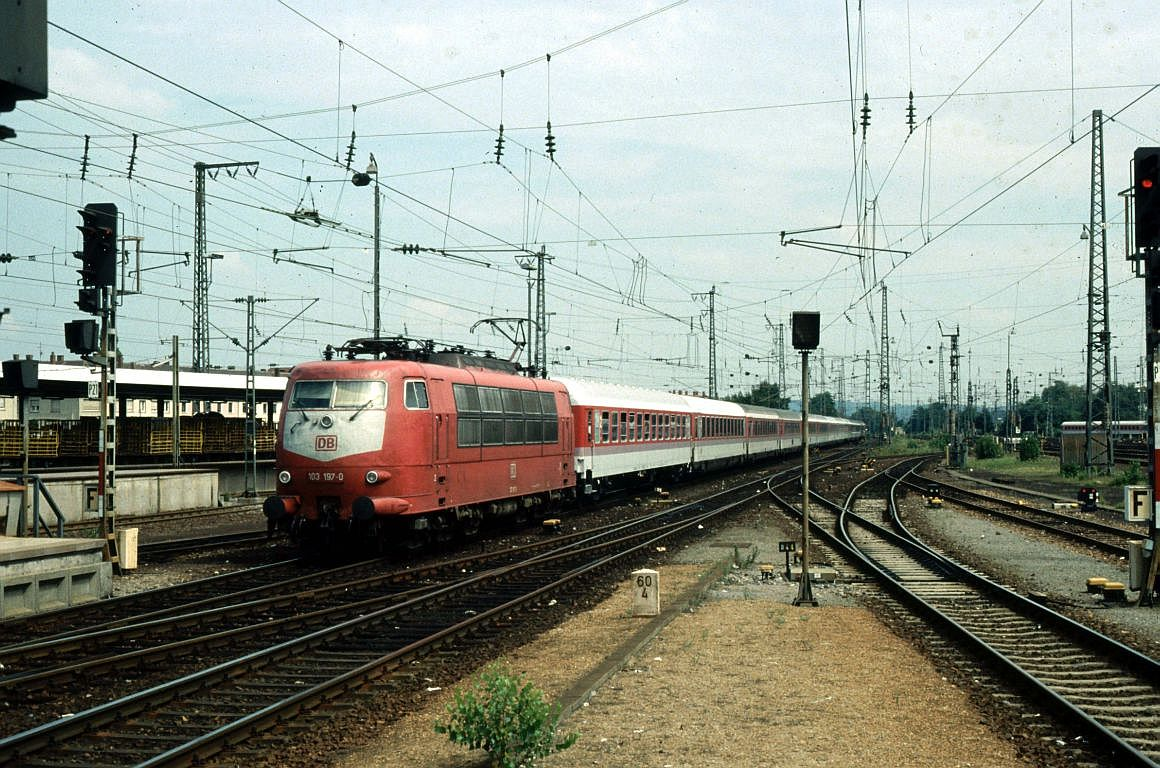
由103型机车牵引的东方红/淡紫色涂装城际列车于卡尔斯鲁厄（1995年）

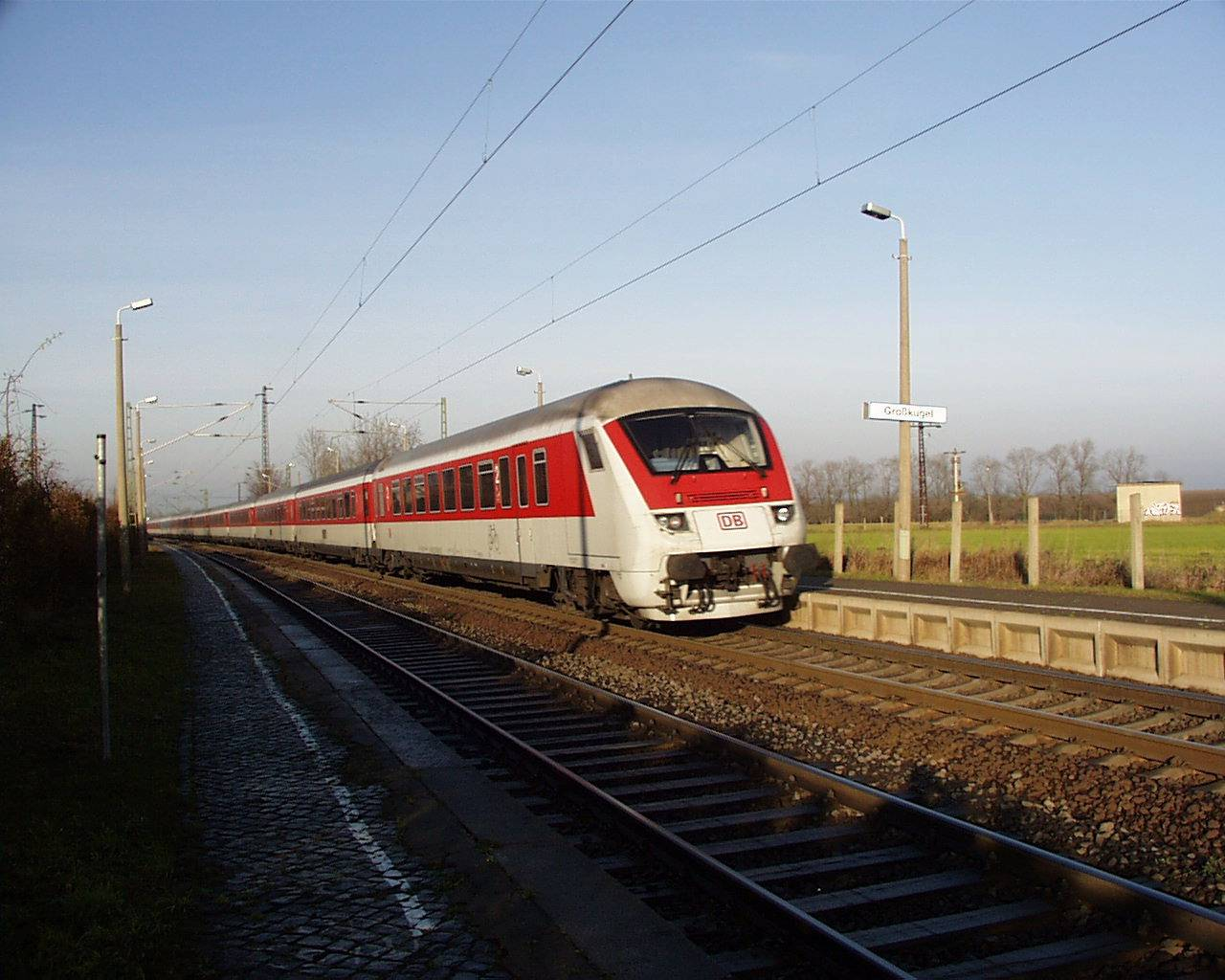
一列采用交通红涂装（旧涂装）的城际列车（2000年）

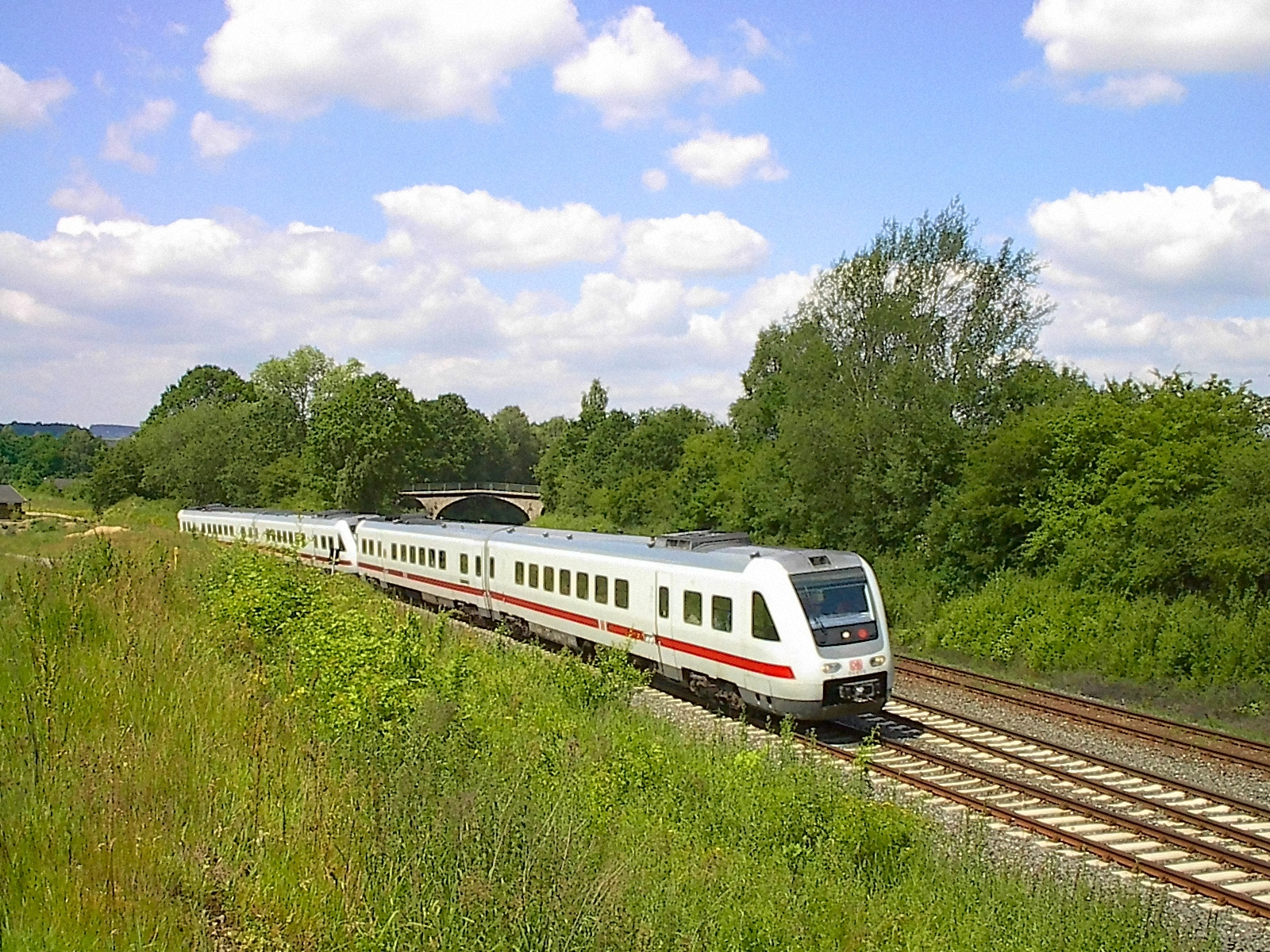
在纽伦堡至德累斯顿间用于IC服务的德国铁路612型柴油动车组

自1971年起，此前用于TEE列车的莱茵之金车厢开始被部署在IC服务。它们是99辆配备空调的48座一等开放座车：Apmh-62（Apmz121）型，以及266辆仅设9个隔间、于1962年至1975年生产的隔间座车Avmh-62（Avmz111）型。最后批次的Avmz型在1975年是转换为折页门交付，直至2000年才装配了滑塞式自動門。
在100辆Eurofima一等车厢于1977年交付前，原运行于长途列车网络的Am203型蓝色长途列车车厢也会作为扩充加入IC车队。自1975年起，一款51座的新开放座车Apmz122型连同其稍作修改的窗口样式及新采用的塞拉门也交付使用。而许多原TEE车厢仍在IC列车中使用。
与此同时，欧洲五个国家的铁路管理部门开始计划共同订购新的标准化车厢， 其尺寸与原本的IC车厢相同。这些车厢均由Eurofima出资建造。在首台原型车于1972年和1974年面世后，自1976年起共有500辆A9型（一等9隔间）和B11型（二等11隔间）车厢在全欧范围内生产，其中交付德铁的100辆被定型为Avmz207（今Avmz108）型，并以TEE涂装编入IC车队。它们之中的大部分在完成气密性改造后，又被重定型为Avmz107型。
在IC服务中使用的车厢类别还包括餐车WRmz132型、WRmz135型，快餐车WRbumz139型以及半餐车ARmz211型、ARmz217型和ARmz218型。此后，由快餐车改造成气密性的餐车WRmz137型以及自1991年起接收自德国国营铁路的餐车WRm130型也被用于IC列车。
随着二等车厢被引入IC列车，自1976年起，列车编组中的A区通常由3辆一等车厢构成，B区则由最多7辆同样获得200公里/小时速度审核的Bm234型二等车厢组成，它们自1979年起被重定型为Bm235型。直至1985年，运行于1号线（汉堡－莱茵/鲁尔－慕尼黑）的一班IC列车最多可搭载4节一等车厢。然而在4号线（不来梅－汉诺威－慕尼黑）的IC列车通常则使用2节一等及5节或6节二等车厢的较短编组。
欧洲邻国的铁路管理部门很快便意识到德铁IC二等车厢的舒适性差异，也开始为二等车厢加装空调，例如Eurofima B11型车厢或法国的Corail车厢。而为了用于IC服务，二等开放座车此时也基于Eurofima车厢平台开发，它们被定型为Bpmz型。但因为内部设施的差异，其类别使用从291至296的数字编号。这些车辆的构造原理与Eurofima车厢相同。由于客户持续不断的客户需求，又有一款新的开放/隔间合造车Bvmz185型自1987年起交付，其内部只有5个真正的隔间，而除了在车厢中部的一个34座开放空间外，还有6组席位布置为4+2的“仿隔间”在通道两旁面对面组成。这些车厢在出厂时便已满足气密性要求。
在IC网络于1990年随着两德统一而扩张至新的联邦州后，在当地的标准列车编组为2节一等车、1节餐车、3节隔间座车和2节开放座车。由于德国国营铁路既有的铁路车辆难以满足客户越来越高的期望，于是便又订购了112辆Bmz236型隔间座车，它们均衍生自哈伯斯塔特设计的UIC-Z型车厢。因此，德国国营铁路便支配有每节各11个隔间、不设空调、但配备织物椅垫和与当时的配色方案相适应的车厢。而尽管（设空调的）一等车厢和开放式的二等车厢是由联邦铁路提供，但国营铁路仍会使用其不含空调的WRm型（1984年生产）餐车。
某些城际列车，尤其是清晨和傍晚的班次，会在编组中加挂邮政车或用于快速货运的行李车。它们为此用途而专门将最高速度升级至200公里/小时。城际列车的铁路邮政运输于1997年结束。
动力集中式列车最初是在1980年代末期加入城际列车服务，用于此目的的均为经过改造的短途运输车厢。它们拥有与其它城际列车相匹配的开放式座位布局，并且在IC网络中主要担当接驳至威斯巴登的服务。这些车厢在城际列车服务中属于零散的类别，并至1998年全数退役。
比较不寻常的景象可以自2003年末在纽伦堡－德累斯顿的线路中见到：在ICE-TD因发生众多问题而临时退出营运后，一些612型柴油动车组开始漆以长途运输的涂装，并担当城际列车服务运行于原ICE线路上。但这些专为短途运输设计的动车组主要是因为装备问题而无法满足城际列车的标准。而此时在萨克森干线上已不再提供城际列车服务。随后德铁区域运输又代替德铁长途运输在这条线路上经营区际快车类别的“弗兰肯-萨克森快车”——尽管仍继续使用612型柴油动车组。
自2004年起，来自原已中止營運的高級列車品牌大都会列车的两列车组开始采用当前的城际列车涂装，担当城际列车或城际快车班次服务于各自的线路上。而自2009年起，大都会列车已完全定期担当城际快车班次。

#### 车厢（当代）

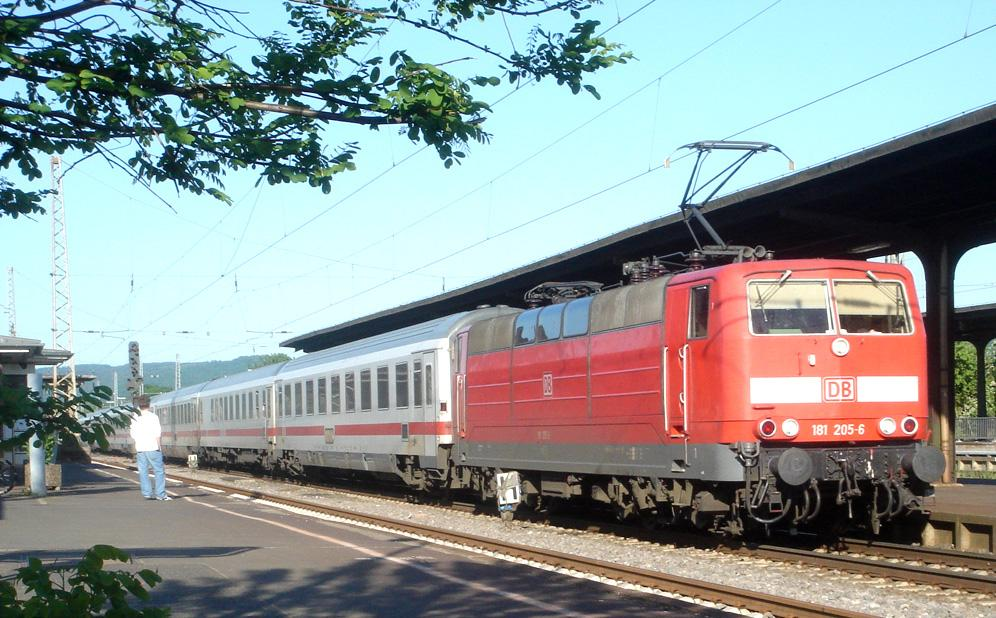
德铁城际列车于维特利希

即便是在当代，德国铁路也为其城际列车设置了不同的车厢类别。传统的城际列车是由两舱等级的隔间座车及开放座车组成，其中后者直至1981年才开始应用于二等席别。一等席别仅使用带空调的车厢。而随着带空调的Eurofima开放座车Bpmz型交付使用，空调车厢及二等席别的比重自1980年代中期起占据了主导地位，自1980年代末期交付的Bvmz185型也是带有空调的二等车厢。

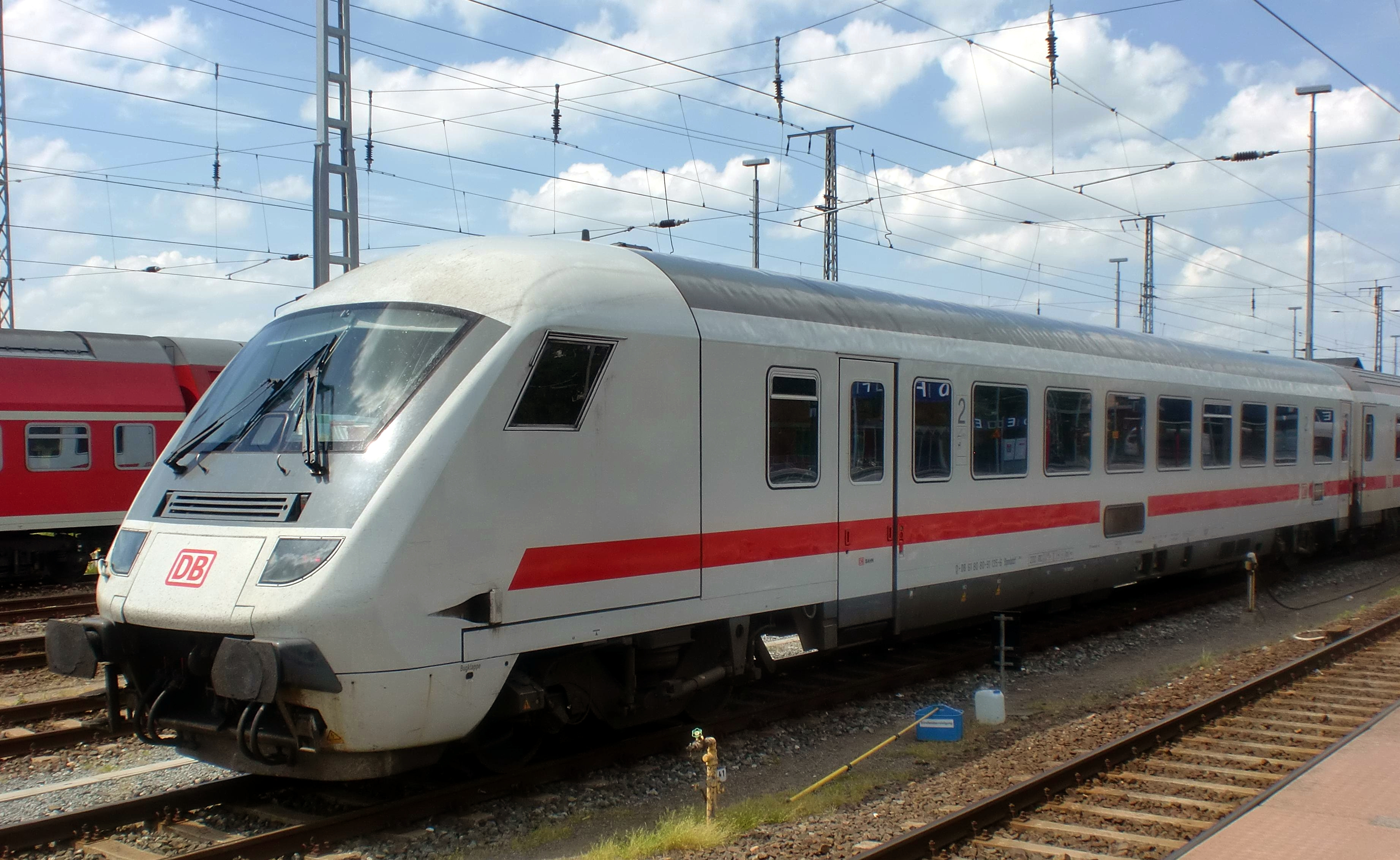
德铁城际列车的Bpmbdzf型控制车于施特拉尔松德

在区际列车自1995年开始使用控制车、并在港湾式月台和尽头站取得了积极的经验后，城际列车也在1996年开始采购控制车。这些车辆与区际列车所使用的一样，都是由原德国国营铁路的哈伯斯塔特式高速车厢改造而来。它们又可细分为两种类型：
- Bimdzf269型：这款车厢很大程度上是为适应区际列车服务而设。在区际列车停运后，它们又被漆以城际列车涂装继续使用。这些车厢不设空调。
- Bpmbdzf297型：这款车厢被设计为开放座车，并且其乘客空间很大程度上与Bpmz型开放座车相同，但这些车厢都装备有空调。

所有的控制车均提供用于搭载自行车的泊位。
未设空调的Bm235型和Bmz/Bomz236型车厢已不再使用。与此相反，同样来自于早期批次的Bimz型在完成适应区际列车的改造后则仍然普遍存在。加强型车厢通常是指原区际列车车厢，但部分也完全由这些车厢的二等车厢构成。由于在编组中无法担当控制车的功能，因此它们大多被Bimdz型所取代，所以如今几乎所有的城际列车都具备搭载自行车的可能。

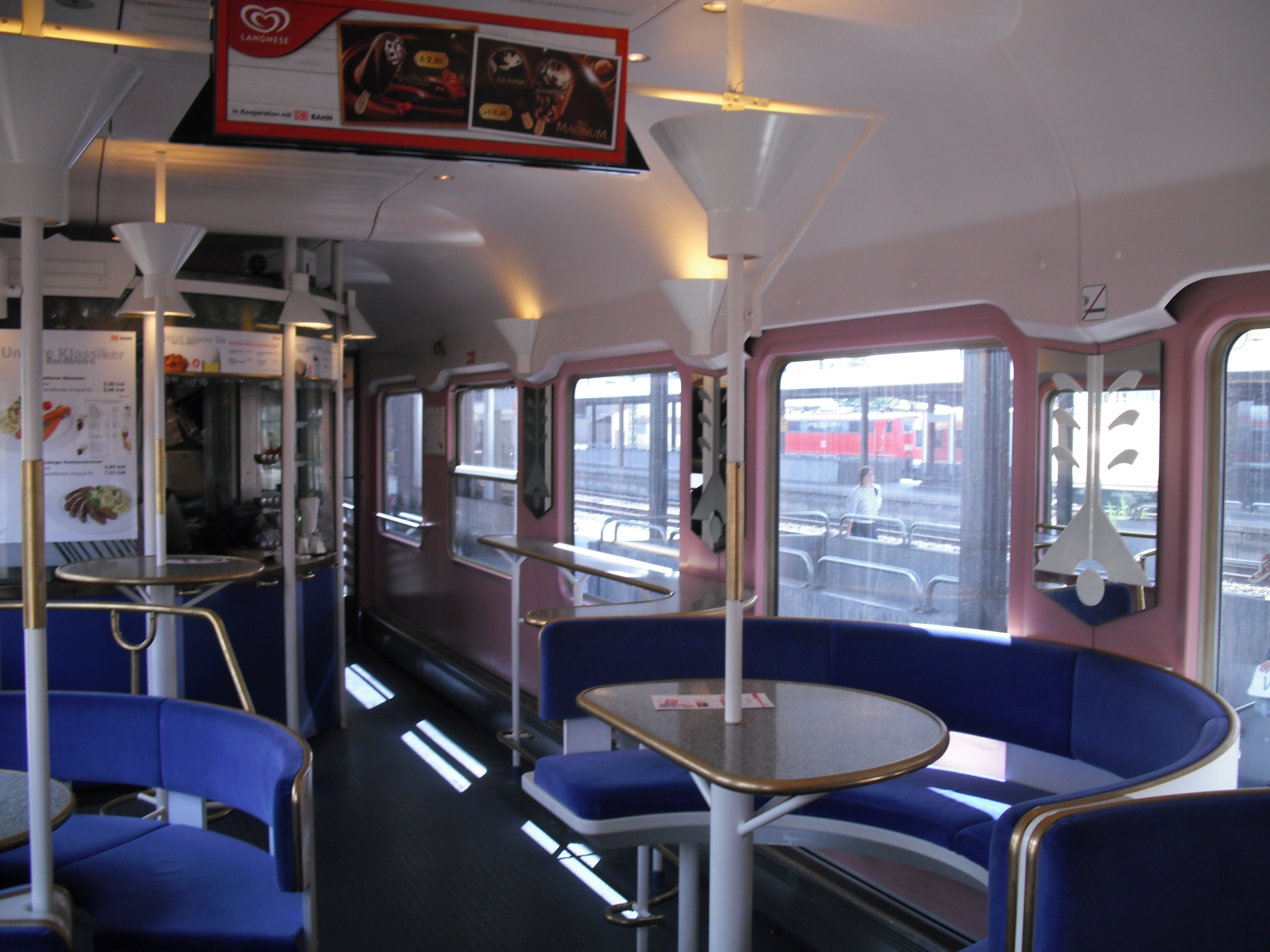
尚未进行现代化的简餐车

由于营运的高成本，所有类型的餐车已很大程度上被更为经济的、此前用于区际列车的“简餐车”（ARkimbz型）所取代。只有少数城际列车和由德国铁路营运的欧城列车（EC）至今仍在使用WRmz134型餐车。然而，一些IC车组也会使用WRmkz型和Bvmkz型车厢，其中前者是将餐厅改造为简餐区的餐车，后者则是带有厨房空间的隔间座车。
在一般情况下，城际列车如今的一等席别是由是由1至2节一等车厢组成，只有在特殊情况下才会有3节一等车厢——包括开放座车（当一等车厢的数量大于1节），在其身后则是1节继承自区际列车的简餐车，以及最多达9节的二等车厢编组。大多数的城际列车如今均以动力集中式列车的方式运行，因此也都会配备1节控制车。

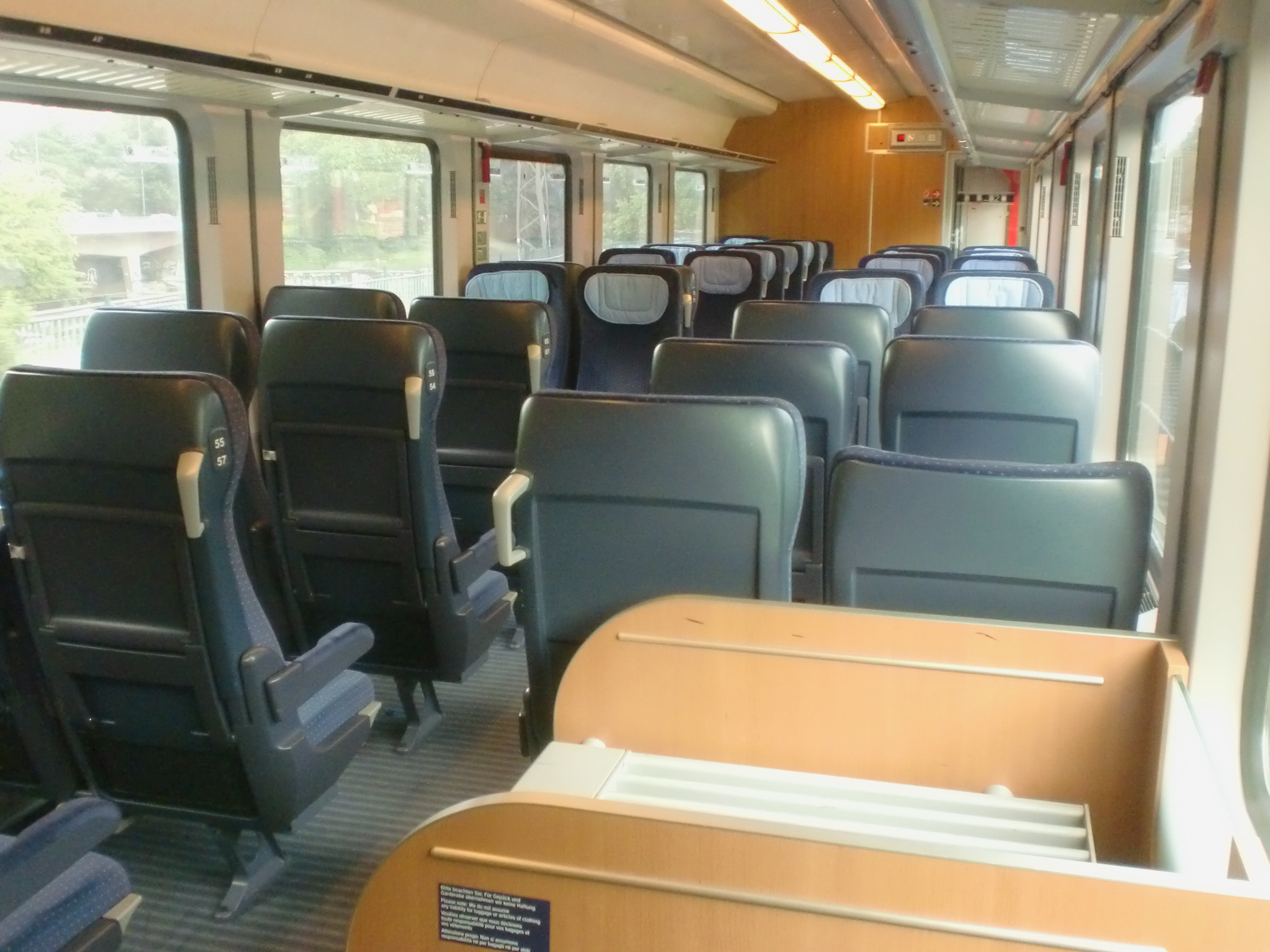
IC mod现代化工程：重新设计开放空间

自2003年以来，几乎所有的空调IC车厢都配备了用于订座服务的电子显示屏。此外还安装有类似ICE列车（即旅客信息系统FIS）、在车厢内部及外部显示运行线路的显示器。除了配色翻新（新的内饰配色和座套）和隔间座车进行照明改造（明显可见的灯光条取代原本两侧的间接照明）外，大面积的改动主要发生在Bvmz185型。许多Bvmz型被转化为Bvmsz型，同时配备了供列车长使用的乘务间和母婴隔间。这些措施本会使得席位减少，但通过将车厢中部的乘客隔间改造为与Bpmz型类似的开放空间，使得车厢席位再度增加。一些Bpmz型车厢也进行了改造，以便它们能够搭载自行车，但这些车厢大多用于国际性的列车线路上。

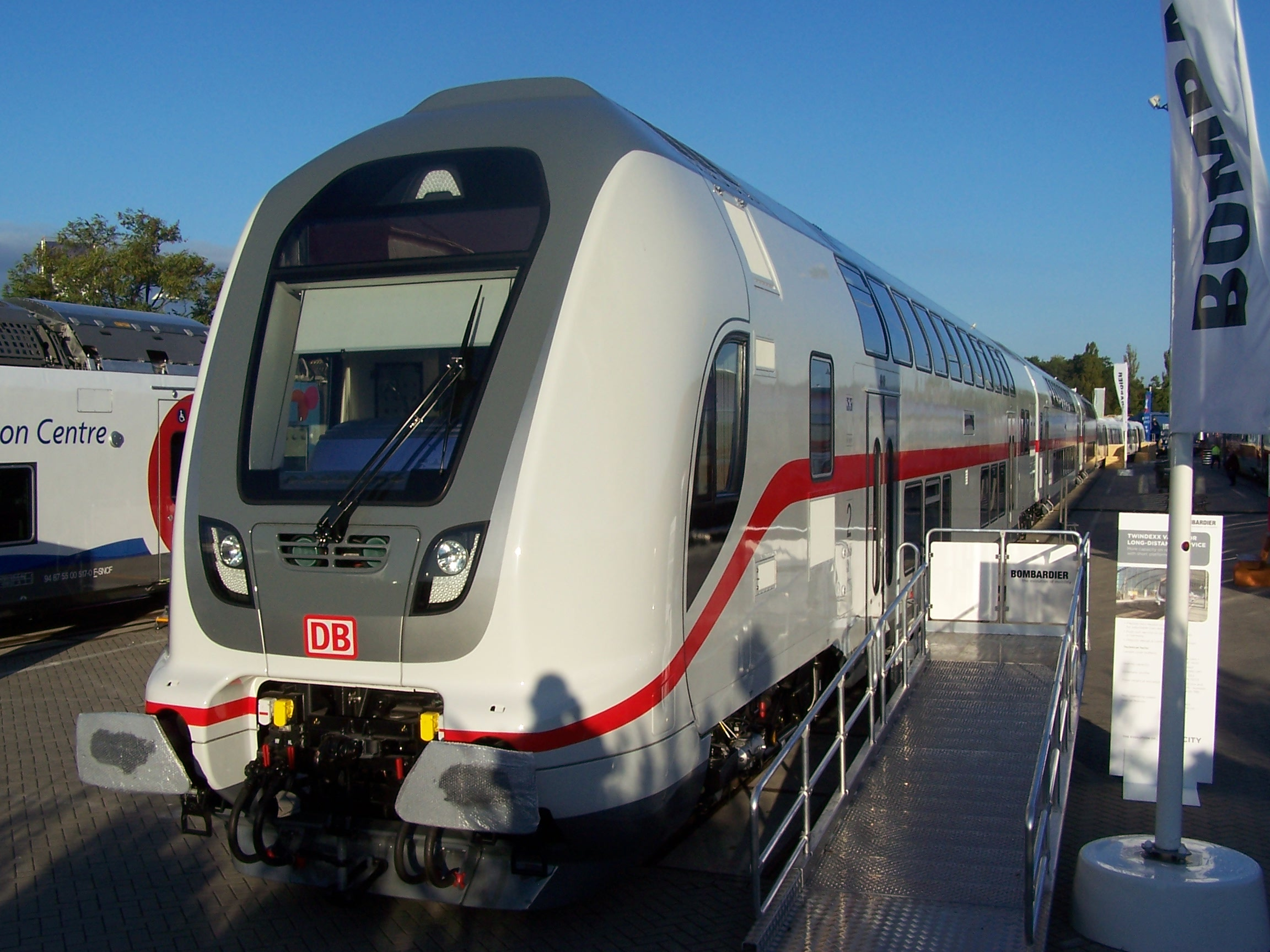
城际列车双层车厢于2014年柏林国际轨道交通展

自2012年起则开展了一个新的现代化计划（简称为IC mod），目的在于强化IC车厢以期进一步使用至2020年代。在此期间直至2014年底，车厢于新明斯特、卡塞尔和纽伦堡的车间广泛进行了总投资为2.5亿欧元的现代化。这当中既包括为提高车辆可靠性而在转向架、制动器、乘降门、供电和空调等领域实施的技术措施，也包括内部的改造措施。这些车间共建立了约46000个带有扶手、盲文座号和电源插座的新座椅。一等车厢则获得皮革座椅。进一步的措施还包括更换壁板、桌板和约42000平方米的地毯地。所有设计均是以ICE列车的装备为基础。此外，简餐车和厕所也进行了修改。带有自行车泊位的车厢数量将由129辆增加至163辆。在斯图加特－科隆－汉堡的线路中运行的IC车厢会优先完成现代化。
最快自2015年中期起，也将有25列双层列车担当IC服务。这些全新的135辆双层车厢和27台146.2型机车均是订购自庞巴迪运输。然而它们受到区域运输的框架协定所约束，仅允许以160公里/小时的最高速度运行。
德国铁路在2008年夏天还签署了一份工作标题为ICx的框架协议。其内容是将采购编组为7节或12节的动车组。它们将自2017年底起逐步取代现有的IC车辆。

#### 机车
只有在少数线路中（例如汉诺威－汉堡、莱比锡－德累斯顿、科隆－杜伊斯堡、奥格斯堡－慕尼黑或多特蒙德－柏林），IC列车的最高速度可以达到200公里/小时。因此它们主要使用六轴的高速机车103型电力机车牵引。其中汉堡-埃德斯特德车辆段共配属有56台该款机车，法兰克福车辆段则分配有58台。但它们仅适用于1980年代后半叶。其它线路，例如在不来梅至慕尼黑之间的南北干线则主要使用111型电力机车牵引，随后又被采用三相交流电技术的120型电力机车所取代。而随着101型电力机车在1990年代中期面世，使得103型逐渐几乎完全退役，111型也仅在区域运输中使用。
往返于法国（斯特拉斯堡－斯图加特和梅斯－法兰克福）的欧城列车和往返于卢森堡的城际列车主要使用双电压制式的181型电力机车。此外，奥地利联邦铁路的1016型/1116型电力机车也会在德国国内运输中牵引城际列车。

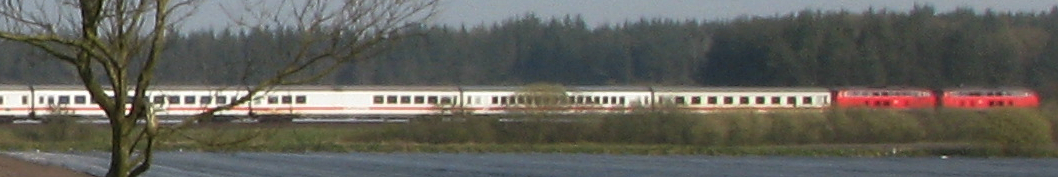
双机重联的218型柴油机车牵引IC2079次列车从维斯特兰驶往柏林

在非电气化铁路中使用的机车主要是218型柴油机车，它们通常采用双机重联的运行模式，例如在北部从伊策霍牵引列车至叙尔特岛以及从汉堡开往普特加登。而在民主德国瓦解后，德国国营铁路的柴油机车119型（229型）、132型（232型）和电力机车243型（143型）也开始牵引城际列车。随后，在技术上对143型/243型进行修改而来的212型（112型）也投入使用。自2007年12月起，112型机车再次被用于牵引城际列车，但它们的最高速度不可超过160公里/小时。同样被投入定期运用的机车还包括110/115型和113型。
146型电力机车也伴随着新的双层车厢投入使用。但它们并未采用当前机车在IC服务中所使用的交通红涂装，而是（像车厢一样）被漆以带红色条纹的浅灰色涂装。

### 路网发展

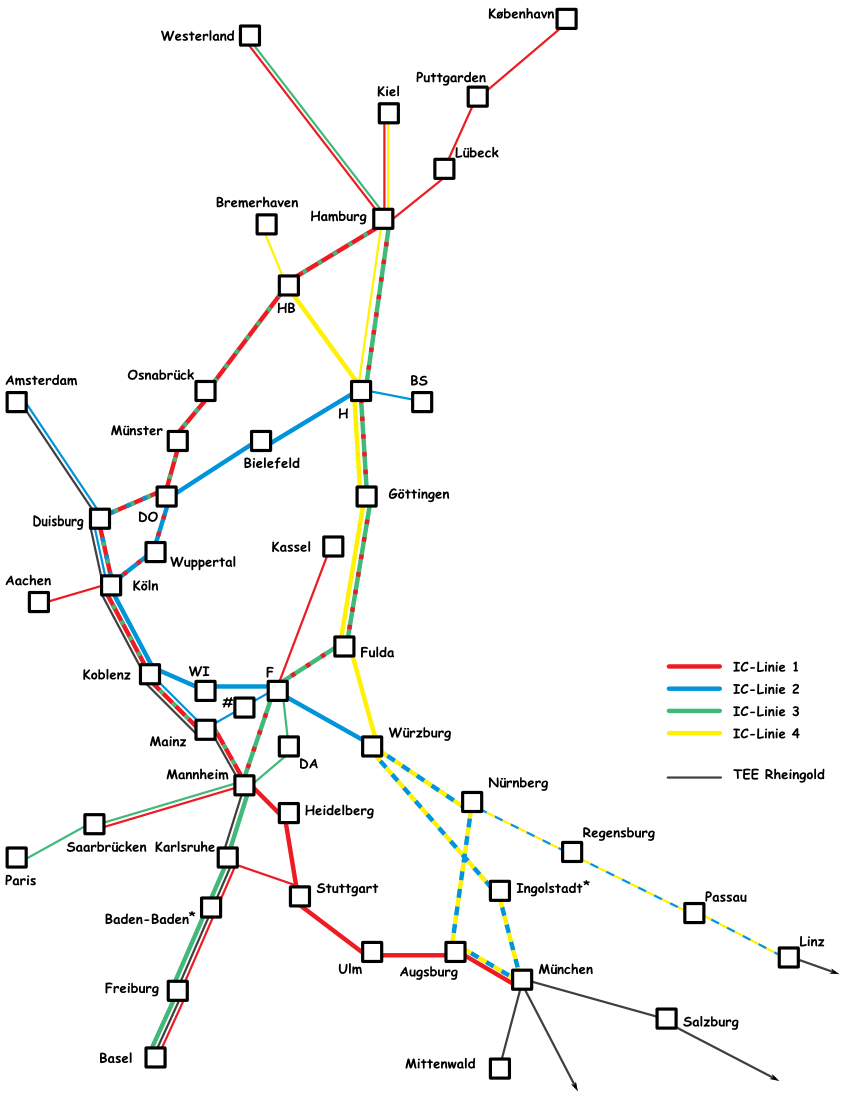
首个德国城际列车网络，1971年至1984年

#### 1971年网络
初始的网络在当时仅设一等车厢和两小时1班的发车间隔，当中包括四条线路：
- 1号线（红）：汉堡-阿尔托纳 － 不来梅 － 明斯特 － 多特蒙德 － 埃森 － 杜伊斯堡 － 杜塞尔多夫 － 科隆 － 波恩 － 科布伦茨 － 美因茨 － 曼海姆 － 海德堡 － 斯图加特 － 乌尔姆 － 奥格斯堡 － 慕尼黑
- 2号线（蓝）：汉诺威 － 比勒费尔德 － 哈姆 － 多特蒙德 － 哈根 － 伍珀塔尔-埃伯费尔德 （－　索林根-奥里格斯） － 科隆 － 波恩 － 科布伦茨 － 威斯巴登 － 法兰克福 － 维尔茨堡 － 纽伦堡 － 奥格斯堡 － 慕尼黑
- 3号线（绿）：汉堡-阿尔托纳 － 汉诺威 － 哥廷根 － 富尔达 － 法兰克福 － 曼海姆 － 卡尔斯鲁厄 － 弗赖堡 － 巴塞尔
- 4号线（黄）：不来梅 － 汉诺威 － 哥廷根 － 贝布拉 － 富尔达 － 维尔茨堡 （－ 因戈尔施塔特） － 慕尼黑

#### 1979年网络
自1979年的夏季运行图起，所有IC线路的发车间隔均为每小时1班，并开始引入二等车厢。提供其标榜的“每小时，每舱别”口号的服务。有五座车站可同一时间在同站台停靠两条线路的IC，以允许更为便捷的换乘。甚至每节车厢都可在同站台对应相同的舱别。为了面对日益频繁的线路转换，因此还需要增加直通服务的数量。
- 汉诺威：3号线及4号线
- 多特蒙德、科隆：1号线及2号线
- 曼海姆：1号线及3号线
- 维尔茨堡：2号线及4号线

在运行图调整的同时，单一舱别的403型和601/602型动车组相继退出服务。
在1980年，4条IC线路的运量同比增长了18%，总运量则增长了4.5%。

#### 1985年网络
1985年，德国联邦铁路迎来了“德国铁路运输150周年庆”。在IC85的概念中，应该缩短长途运输的行车时间、补充更多的接驳车站、创建新的线路和提升服务质量。在列车内则广泛对市场营销活动进行宣传，其中包括直至6年后才面试的ICE列车。
IC线路的数量已经从4条增加至6条，每日开行的班次由157班增加至205班。在IC85系统投入运行后，共有440公里长的里程的最高速度可以达到200公里/小时，平均速度也由100提高至108公里/小时。汉堡至慕尼黑之间的行车时间被压缩了近1小时，而国际线路上的行车时间压缩最高可达71分钟。法兰克福机场也被纳入每小时1班的IC网络中。服务理念方面的创新包括引入“IC主厨（IC-Chefs）”和“IC关怀（IC-Betreuern）”。在汉堡－汉诺威－维尔茨堡－慕尼黑的IC线路上，则尝试为一等车厢乘客提供食品及饮料的送餐到座服务。
作为庆祝里德铁路向西接入工程通车的一部分，德国联邦铁路于曼海姆火车总站推出了IC路网的改革，即是将网络扩大为5条主线和2条辅线。在此条件下，原本里程最长的1号线被分为两部分，以舒缓经常发生在这条线路的列车晚点情况。科布伦茨－曼海姆－慕尼黑的南部路段开始担当2号线的服务，而此前经由法兰克福及维尔茨堡至慕尼黑的南部路段则被纳入新设立的5号线。但很快，这些列车又从临时终点站法兰克福继续延伸，成为如今常见的从基尔经由莱茵/鲁尔、莱茵/美因、纽伦堡至慕尼黑或维也纳的线路。
多特蒙德－美因茨/威斯巴登的路段是由两条新线路提供服务。其中1号线是由科布伦茨经莱茵河右岸铁路至威斯巴登，而2号线及5号线则是经莱茵河左岸铁路运行。至此，每小时内将有3班城际列车以12分钟的间隔沿莱茵河运行，它们通过将10节车厢编组（3辆一等车厢、1辆餐车及6辆二等车厢）进行缩短，并相应降低整体重量，能够较易按时刻表的点单运行。然而不久以后，随着二等车厢的需求不断提升，每列车的编组大多又增加至9节。
自1985年6月2日起生效的网络规划如下：

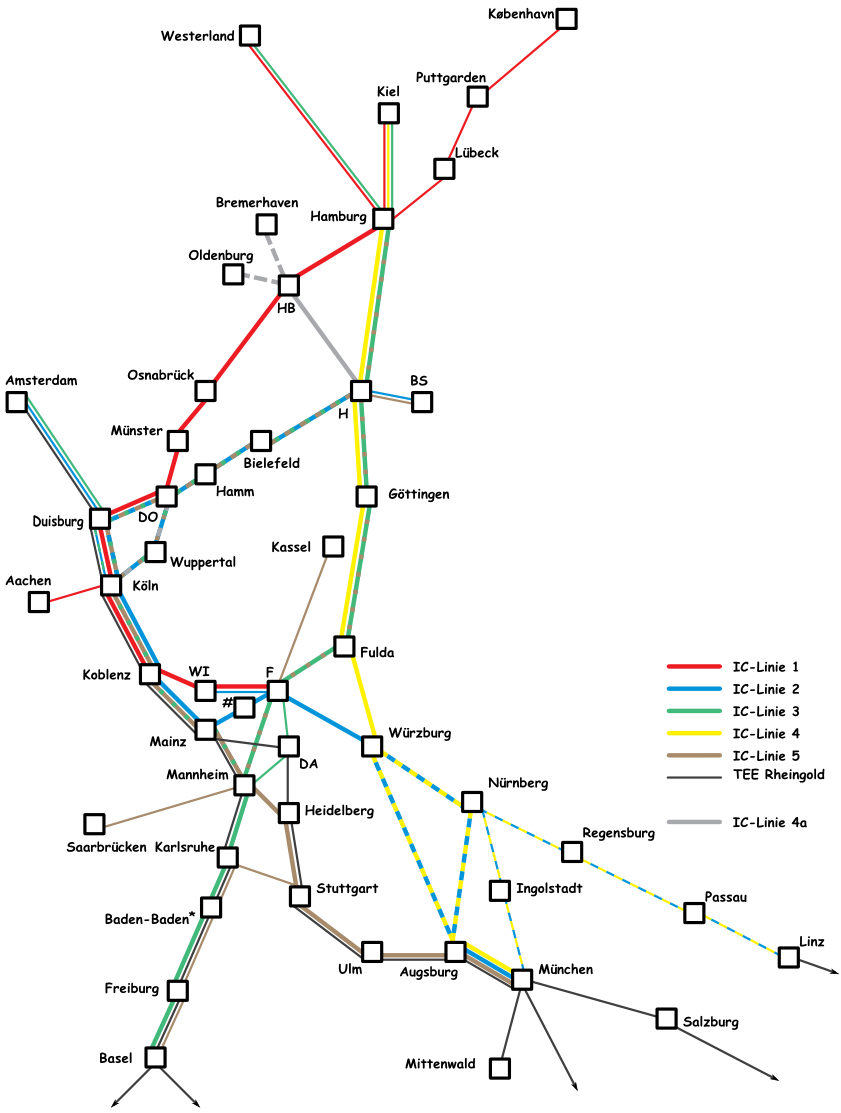
德国城际列车网络1985–1987

- 1号线（红）：汉堡-阿尔托纳 － 不来梅 － 奥斯纳布吕克 － 明斯特 － 多特蒙德 － 波鸿 － 埃森 － 杜伊斯堡 － 杜塞尔多夫 － 科隆 － 波恩 － 科布伦茨 － 威斯巴登 － 法兰克福
- 2号线（褐）：汉诺威 － 比勒费尔德 － 哈姆 － 多特蒙德 － 埃森 － 杜伊斯堡 － 杜塞尔多夫 － 科隆 － 波恩 － 科布伦茨 － 美因茨 － 曼海姆 － 海德堡 － 斯图加特 － 乌尔姆 － 奥格斯堡 － 慕尼黑
- 3号线（绿）：汉堡－阿尔托纳 － 汉诺威 － 哥廷根 － 富尔达 － 法兰克福 － 曼海姆 － 卡尔斯鲁厄 － 弗赖堡 － 巴塞尔　（－ 瑞士）
- 4号线（黄）：汉堡－阿尔托纳 － 汉诺威 － 哥廷根 － 贝布拉 － 富尔达 － 维尔茨堡 － 奥格斯堡 － 慕尼黑
- 4a号线（灰）：奥尔登堡/不来梅港 － 不来梅 － 汉诺威
- 5号线（蓝）：多特蒙德 － 哈根 － 伍珀塔尔-埃伯费尔德 （－ 索林根-奥里格斯） － 科隆 － 波恩 － 科布伦茨 － 美因茨 － 法兰克福机场 － 法兰克福 （－ 阿沙芬堡） － 维尔茨堡 － 纽伦堡 － 奥格斯堡 － 慕尼黑

同时还有一条附加的IC线路，它在被撤销前甚至也有全欧快车莱茵之金号在此运行：
- 3a号线：阿姆斯特丹 － 乌得勒支 － 奥伯豪森 － 杜伊斯堡 － 杜塞尔多夫 － 科隆 － 波恩 － 科布伦茨 － 美因茨 － （曼海姆 － 卡尔斯鲁厄 － 弗赖堡 － 巴塞尔）或（曼海姆 － 海德堡 － 斯图加特 － 乌尔姆 － 奥格斯堡 － 慕尼黑 － 萨尔茨堡）或（法兰克福机场 － 法兰克福 － 维尔茨堡 － 奥格斯堡 － 慕尼黑 － 因斯布鲁克）

此外，如同以往的同站台换乘一样，一些4号线和5号线、2号线和5号线（于埃森或伍珀塔尔）以及2号线和3号线（于巴塞尔或斯图加特）之间的城际列车也可实施这项操作。
从1979年至1986年期间，城际列车系统的运量总共增加了84%。

#### 1988年网络

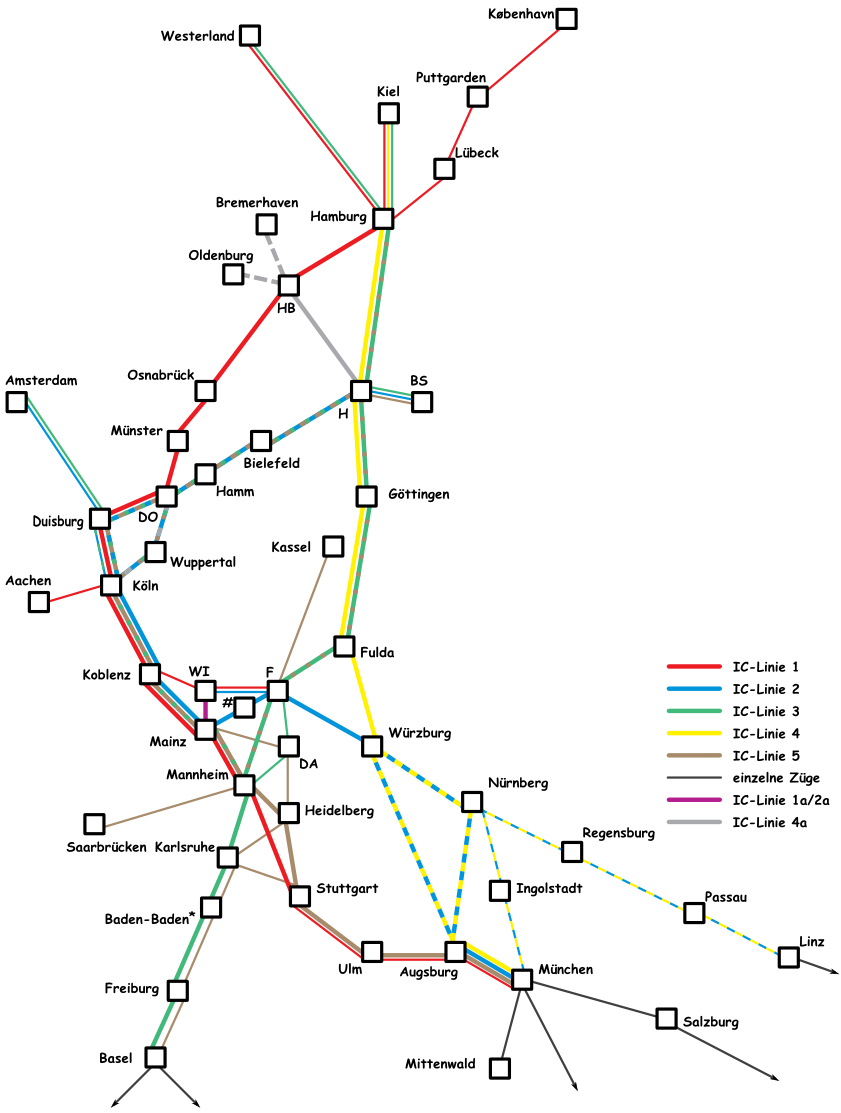
德国城际列车网络1988

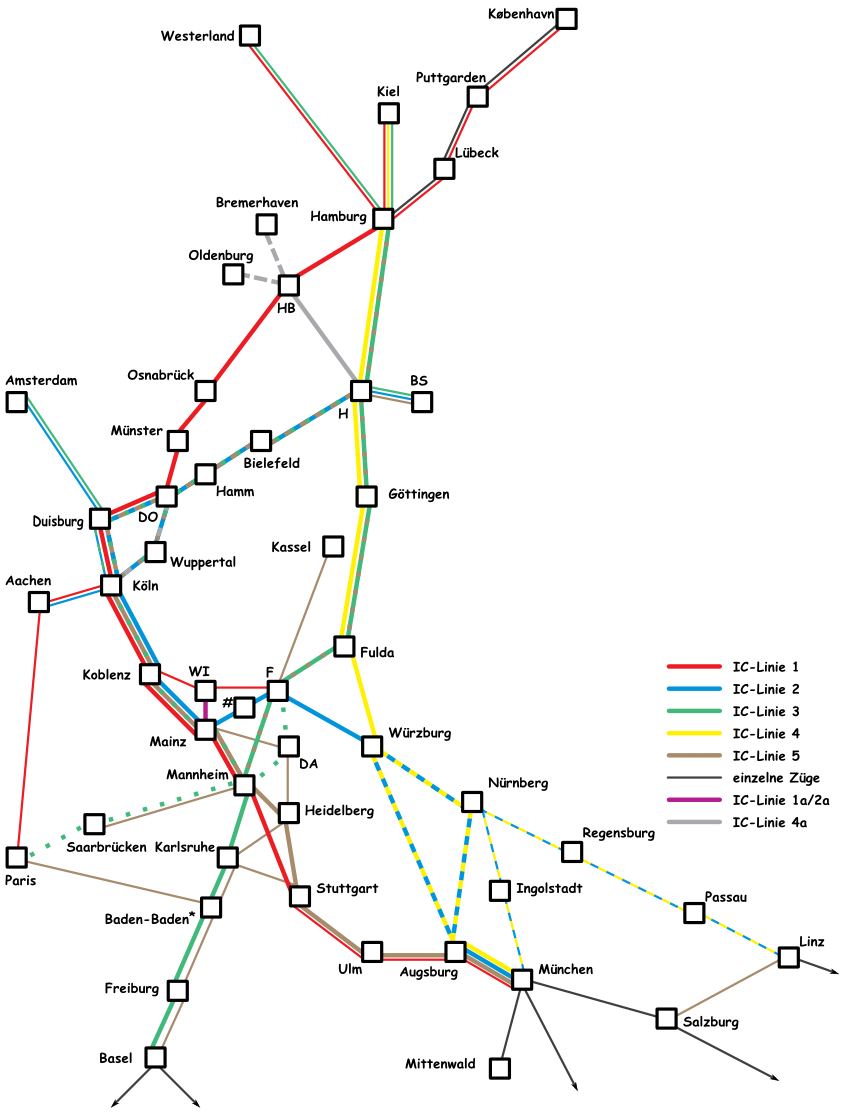
德国城际列车网络1989

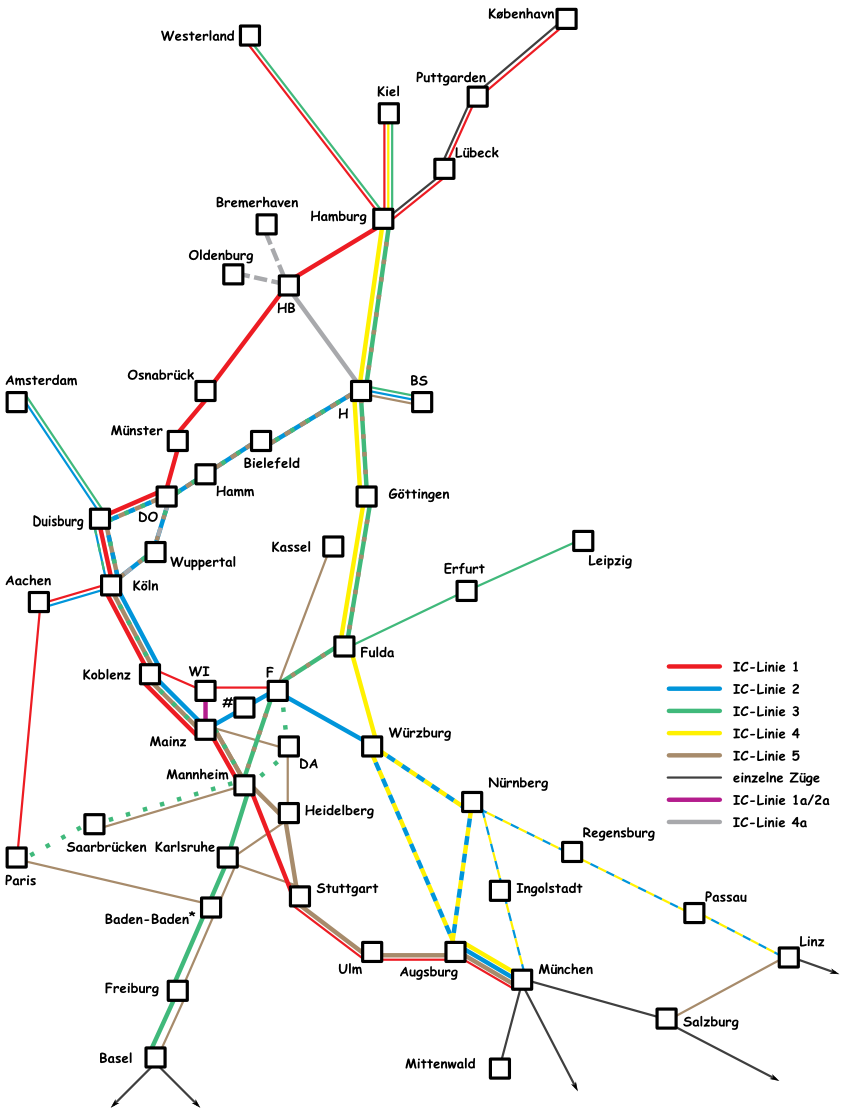
德国城际列车网络1990

随着曼海姆－斯图加特高速铁路的首个路段在在曼海姆至格拉本-诺伊多夫之间通车后，IC网络在1988年发生了一些细微变化。1号线再次经由莱茵河左岸铁路运行，并在那里直接通往斯图加特。
至1988年春季，汉诺威－维尔茨堡高速铁路的富尔达－维尔茨堡路段也建成通车。4号线的列车自1988年的夏季运行图调整起也开始驶入这一路段，而不是像以往一样经由格明登和尤萨运行，这使得富尔达至维尔茨堡之间的行车时间缩短了近30分钟。由于这一段高速铁路设有超过20条隧道，使得今后需要使用气密性车辆。此前使用的103型电力机车由于缺乏气密性驾驶室而必须撤出4号线，并更换为当时全新的量产机车120型。
通过3号线和4号线相隔30分钟的联动运行，使得汉堡至富尔达之间可以首次提供发车间隔为半小时1班的城际列车系统。其它关于4号线的创新还包括将持续使用的空调车厢的使用范围扩展到二等舱别，并引入新的配色方案（漆于浅灰底色的“城际红”）。连同首批新设立的两条区际列车线路，每天共开行有8条线路的325班列车担当长途运输。
由于威斯巴登此时已经脱离IC网络，因此当局又设立了1a和2a两条线路，配以响亮的名称“威斯巴登城市（Wiesbaden-City）”，并作为“IC摆渡列车（Korrespondenz-IC-Züge）”在威斯巴登和美因茨间提供每小时2班的接驳服务。这些列车由一台141型电力机车和两节铁路客车组成。为了避免每小时4次的机车换向，这些地区除了使用普通的一等车厢外，还首次在城际列车中应用了二等控制车。但由于需求不足，这项服务在随后的几年中不断进行调整或加疏（1a号线每两小时1班发往法兰克福，2a号线每两小时1班发往美因茨），并最终停运。
而网络中的其它线路则在曼海姆－斯图加特高速铁路和汉诺威－维尔茨堡高速铁路全线贯通前均基本保持不变：
- 1989年EC40/41次 莫里哀号在多特蒙德至巴黎北站之间开行。
- 同年在法兰克福至巴黎东站之间开行的欧城列车班次达到每日4对。
- 自1990年夏季起开行的在法兰克福至莱比锡之间开行的IC154/155次约翰·塞巴斯蒂安·巴赫号成为唯一连接原东、西德的城际列车服务，也是首个进入新联邦州的班次。

#### 1991年网络
随着ICE服务的加入，城际列车系统进行了显著的修改和增补。柏林通过3号线及5号线被首次集成至IC系统，而此时共有5条线路的平均车速可以达到107公里/小时。在1991年的夏季运行图中，德铁长途运输每日共开行613班发车间隔为每小时和两小时1班的列车服务。
两德统一后，IC网络仍主要发展南北向的交通服务，通往新联邦州的新需求则由于德国国营铁路较差的铁路设施而无法开展，最初仅有较小的修正可供选择：

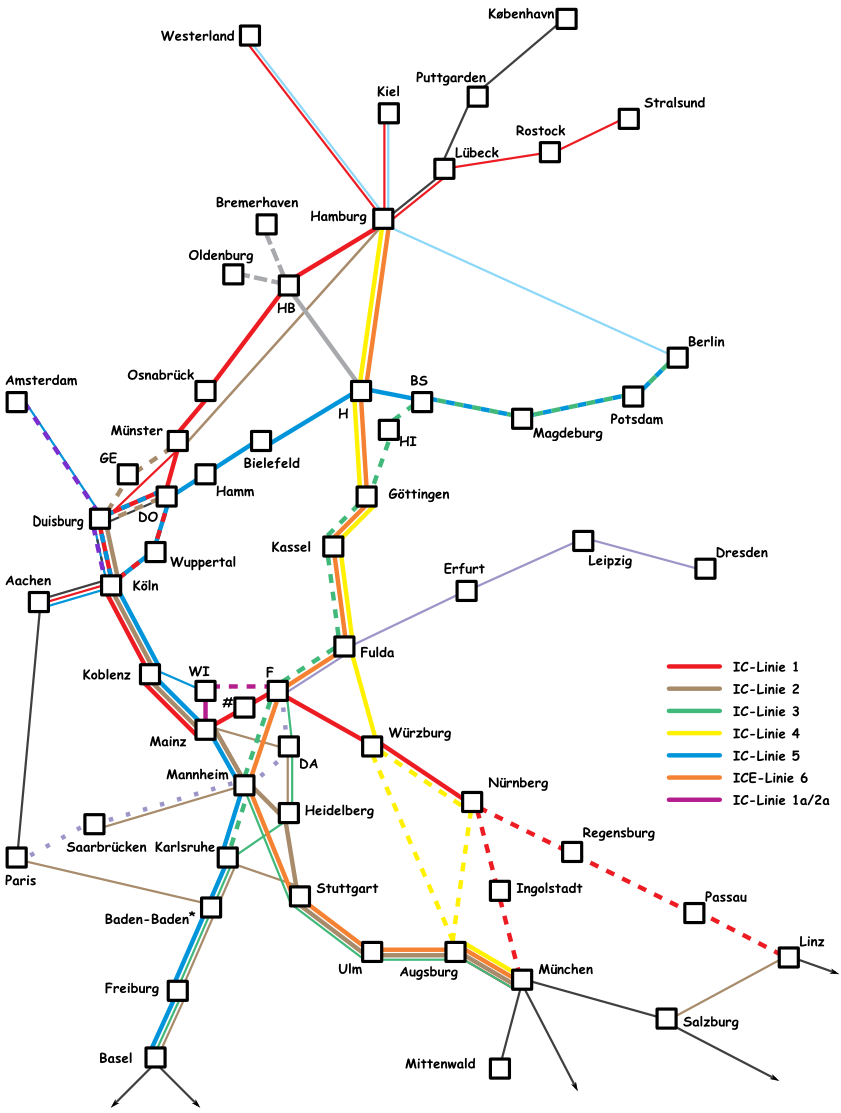
德国ICE/IC网络1991

以下为自1991年6月2日的运行图调整后的线路：
- IC-1号线（红）：汉堡－阿尔托纳 － 不来梅 － 明斯特 － 多特蒙德 － 埃森 － 杜伊斯堡 － 杜塞尔多夫 － 科隆 － 波恩 － 科布伦茨 － 美因茨 － 法兰克福机场 － 法兰克福 － 阿沙芬堡 － 维尔茨堡 － 纽伦堡 － （因戈尔施塔特 － 慕尼黑）或（雷根斯堡 － 帕绍 － 林茨 － 维也纳）（两小时转换1次）
- IC-1a号线（紫）：威斯巴登 － 法兰克福（两小时1班）
- IC-2号线（褐）：（多特蒙德 － 波鸿）或（明斯特 － 雷克林豪森 － 盖尔森基兴） － 埃森 － 杜伊斯堡 － 杜塞尔多夫 － 科隆 － 波恩 － 科布伦茨 － 美因茨 － 曼海姆 － 海德堡 － 斯图加特 － 乌尔姆 － 奥格斯堡 － 慕尼黑（8对EC列车经由萨尔茨堡前往布达佩斯、克拉根福、维也纳或萨格勒布）
- IC-2a号线（紫）：威斯巴登 － 美因茨
- IC-3号线（绿）：柏林 － 波茨坦 － 马格德堡 － 黑尔姆斯特 － 布伦瑞克 － 希尔德斯海姆 － 哥廷根 － 卡塞尔-威廉山 － 富尔达 － 法兰克福 － 曼海姆 － 卡尔斯鲁厄（两小时1班，1对EC列车经由巴塞尔前往苏黎世）
- IC-4号线（黄）：汉堡-阿尔托纳 － 汉诺威 － 哥廷根 － 卡塞尔-威廉山 － 富尔达 － 维尔茨堡 － 奥格斯堡 － 慕尼黑（两小时1班经由纽伦堡）
- IC-5号线（蓝）：（两小时1班 柏林 － 波茨坦 － 马格德堡 －） 布伦瑞克 － 汉诺威 － 比勒费尔德 － 哈姆 － 多特蒙德 － 哈根 － 伍珀塔尔 － 索林根-奥里格斯 － 科隆 － 波恩 － 科布伦茨 － 美因茨 － 曼海姆 － 卡尔斯鲁厄 － 弗赖堡 － 巴塞尔（9对EC列车前往布里格、库尔、日内瓦、因特拉肯、米兰或塞斯特里莱万泰）
- EC-5a号线（紫）：阿姆斯特丹 － 乌得勒支 － 埃默里希 － 奥伯豪森 － 杜伊斯堡 － 杜塞尔多夫 － 科隆（两小时1班，2对EC列车前往库尔及因特拉肯）
- ICE-6号线（橙）：汉堡-阿尔托纳 － 汉诺威 － 哥廷根 － 卡塞尔-威廉山 － 富尔达 － 法兰克福 － 曼海姆 － 斯图加特 － 乌尔姆 － 奥格斯堡 － 慕尼黑
- IC-6a号线（灰）：奥尔登堡/不来梅港 － 不来梅 － 汉诺威

此外还有其它一些线路，它们只有个别列车运行，并在1991/92年度的行车大纲中没有获得任何自身的线路编号：
- EC-线（灰）：哥本哈根 － 普特加登 － 吕贝克 － 汉堡（每日2对，自1992年起两小时1班）
- IC-线（紫）：汉堡-阿尔托纳 －柏林（每日2对，自1992年起两小时1班并继续前往德累斯顿，后被列为IC-7号线）
- IC/EC-线（灰）：（德累斯顿 －） 莱比锡 － 魏玛 － 埃尔福特 － 哥达 － 埃森纳赫 － 贝布拉 － 富尔达 － 法兰克福 － 达姆施塔特 － 曼海姆 － 诺伊施塔特 － 凯泽斯劳滕 － 洪堡 － 萨尔布吕肯 － 梅斯 － 巴黎（每日4至5对，自1992年起德累斯顿至萨尔布吕肯两小时1班，后被列为IC/EC-9号线）
- EC-线（紫）：慕尼黑 － 肯普滕 － 林道 － 苏黎世 － 伯尔尼 （每日3对）
- EC-线（灰）：慕尼黑 － 库夫施泰因 － 因斯布鲁克 － 博洛尼亚、米兰或罗马（每日3对，其中2对来自IC-2号线）

在1号线和5号线有多达7对列车可以在多特蒙德至科隆之间进行互换，使得它们的线路可以通达所有的IC列车，并由此极大简化了路网图。此外，原类别（长途特快列车）自此时起也被集成至IC类别的钟面运行图（例如前往奥伯斯多夫、米滕瓦尔德或贝希特斯加登）。
此时行车时间最长的图定车次分别为：
1. EC29次 欧根亲王号：基尔至维也纳，15小时44分
2. EC107次 勃朗峰号：柏林至日内瓦，15小时19分
3. EC13次 帕格尼尼号：多特蒙德至博洛尼亚，15小时19分
4. EC25次 弗朗茨·李斯特号：多特蒙德至布达佩斯，15小时
5. IC823次 戈尔希·福克号：维斯特兰至帕绍，14小时13分
6. IC725次 贝希特斯加登县号：汉堡-阿尔托纳至贝希特斯加登，14小时

列车在这样一个漫长的旅途中晚点是难以避免的。

#### 1992年网络

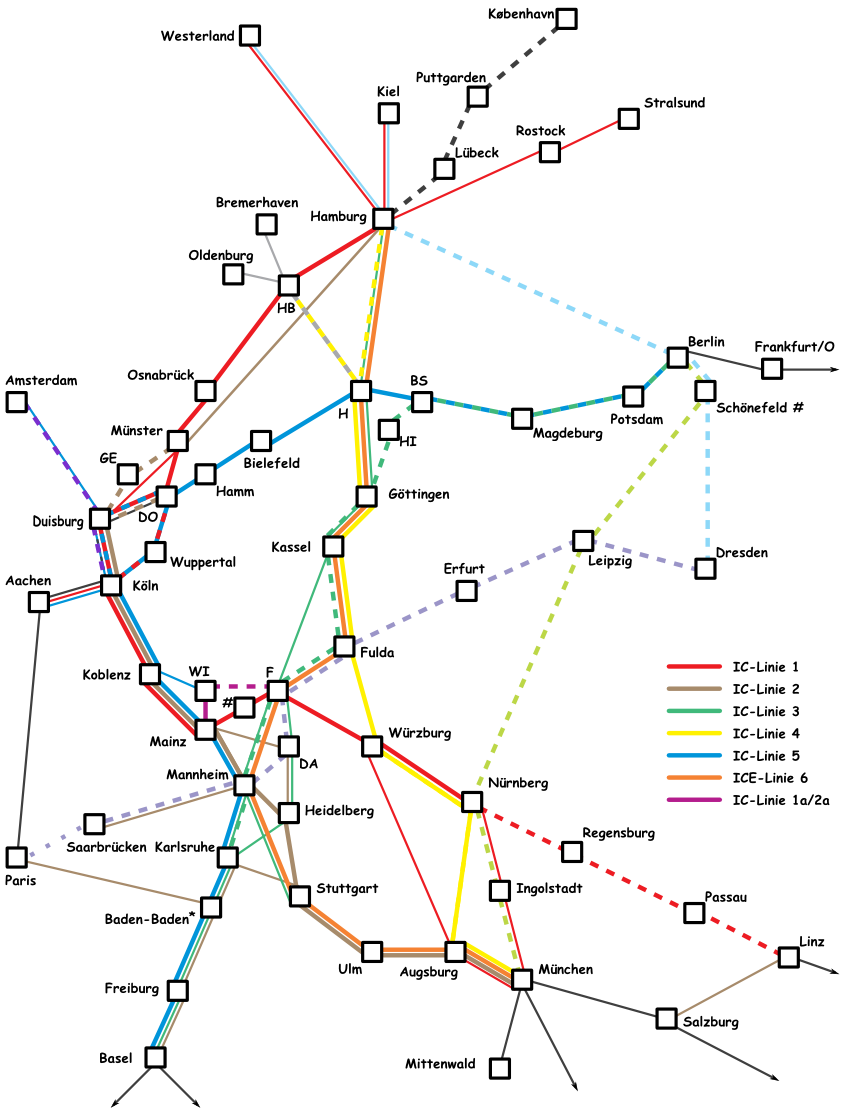
德国ICE/IC网络1992

除了在上述列表中提到的变动外，在1992年5月31日起实施的运行图调整中还有如下增补：
- IC-1号线（红）：两小时1班仅至纽伦堡而非慕尼黑
- IC-3号线（绿）：4对增开列车由汉堡 － 汉诺威 － 哥廷根 － 卡塞尔-威廉山 － 富尔达 － 法兰克福 － 曼海姆 － 卡尔斯鲁厄 （－ 巴塞尔 － 苏黎世）
- ICE-4号线（黄）：两小时1班由不来梅取代汉堡-阿尔托纳始发，每小时1班经由纽伦堡
- IC-6a号线（灰）：两小时1班 不来梅 － 汉诺威
- IC-8号线（浅绿）：柏林 － 柏林-舍讷费尔德机场 － 莱比锡 － 瑙姆堡 － 耶拿 － 萨尔费尔德 － 普罗布斯策拉 － 利希滕费尔斯 － 班贝格 － 埃尔朗根 － 纽伦堡 － 因戈尔施塔特 － 慕尼黑 （两小时1班）

在德国国营铁路史上最大面积的运行图调整中，新联邦州自1992年5月31日起也在IC/EC网络中引入了连续两小时1班发车间隔，其每日开行的列车数量从上一年度的46班提高至90班。

#### 1993年网络

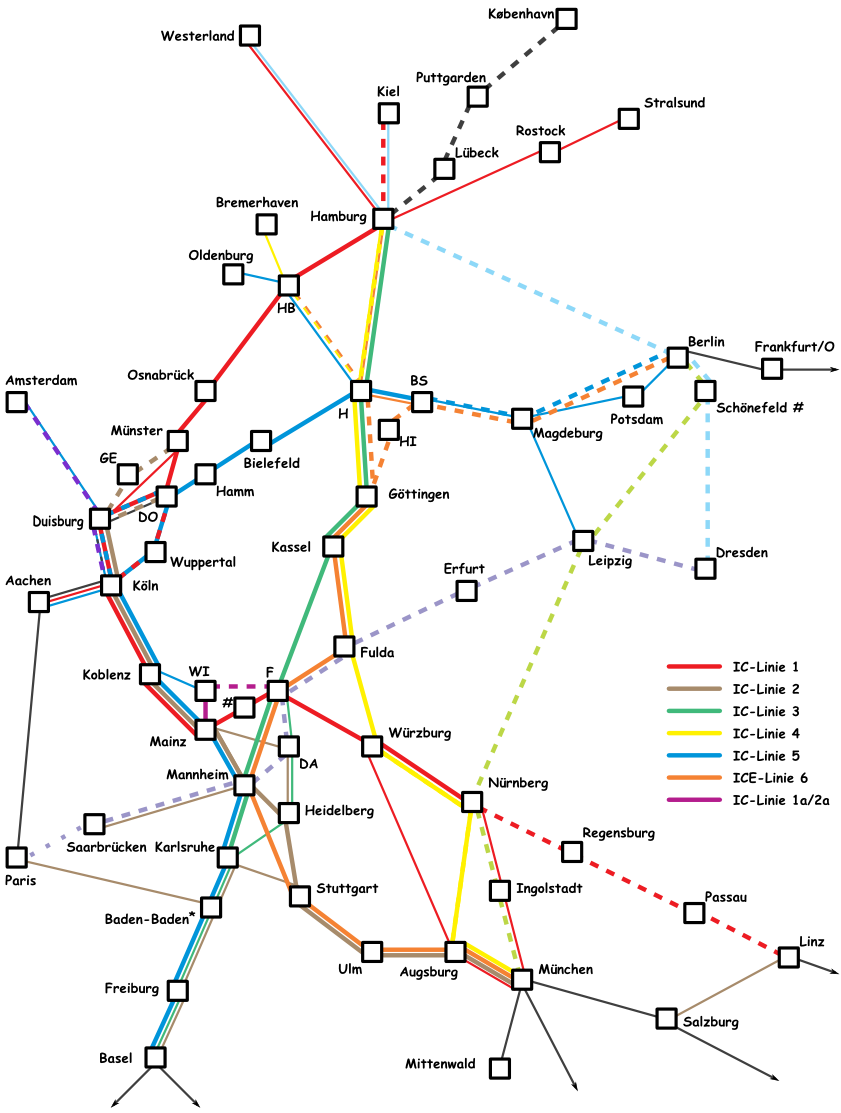
德国ICE/IC网络1993

在更多的既有线和新线、尤其是两德统一的交通工程建成通车后，越来越多的IC线路开始被行驶高速列车的ICE线路所取代。这些空余出来的IC列车最初被用于新联邦州的运输服务或是用于连接德国一体化部分的之间的运输服务。
随着柏林加入ICE网络，IC网络自1993年起再度进行变动。ICE-6号线自此每隔两小时1班经由哥廷根前往柏林，其余无论是前往汉堡或是不来梅的列车，在其后都会驶往柏林。
为了在汉诺威和不来梅之间提供至少两小时1班的服务，一些ICE-4号线的列车不再像以往一样通往汉堡，而是通往不来梅。在另一方面，IC-6a号线则被完全撤销。
随着运行图调整，持续每小时1班的服务再度开行，而纯粹的ICE-3号线也再次像以往一样，从汉堡连接至巴塞尔。

#### 1994至2002年网络
自1996年起，柏林至汉堡也被集成至IC-8号线，后者就此与IC-7号线一起，在德国首都和汉萨城市之间達成每小时1班的接驳服务。
以柏林为起点的IC-5号线自1997年起从改由从汉诺威经马格德堡及莱比锡通往德累斯顿，这是由于柏林至科隆/波恩之间已新增了ICE-10号线。同时原本由IC-5号线经营、通往巴塞尔的经由则被撤销，线路此时的终点变为纽伦堡。自1998年起，ICE-6号线和ICE-10号线的列车开始经由汉诺威－柏林高速铁路运行。

#### 2002至2014年网络
至2002/03年度的运行图调整中，区际列车作为免收附加费的长途客运品牌在德国被撤销，其部分遗留下的车辆和基本维持不变的行车速度被转换为城际列车。自此IC服务也经常在小城市的车站停靠。而在科隆－莱茵/美因高速铁路建成通车后，IC列车也接管了相当一部分与运行于高速铁路的ICE列车平行，但运行于莱茵河线路上的服务。整体而言，这些措施至少在视觉上极大扩展了德国的IC网络。但它们大多都没有被集成至钟面的换乘服务当中。与此同时，德国的长途运输网络也随着科隆－莱茵/美因高速铁路的通车而进行了重组，并自此开始采用全新的两位数线路编号。
来自德国联邦铁路曾经的顶级列车品牌从此沦为“勤杂列车”。它同时兼备有直通列车（简称）、长途快速列车（简称）和假日快车（简称）的功能。如同其早年通常发车间隔为两小时1班的时期一样，如今它们更主要运行于仍未配备ICE列车的支线铁路或国际线路上。占主导地位的以及发车间隔为每小时1班的IC服务如今仅剩汉堡－不来梅－鲁尔区－科隆－莱茵河沿岸－美因茨的线路。
下表列出的是从2002年的线路编号重组时便已存在，但于当前的运行图中不再提供营运的所有IC线路。他们主要是来自于原区际列车服务。
| 线路  | 走向 | 备注                                                       |
| ----- | --- | ---------------------------------------------------------- |
| IC 14 | 柏林 － 里萨 － 开姆尼茨 | 2006年底撤销                                               |
| IC 15 | （宾茨 －） 施特拉尔松德 － 柏林 － 哈勒 － 魏玛 － 埃尔福特 － 埃森纳赫 － 富尔达 － 法兰克福 | 2005年被IC 51及ICE 50替代                                  |
| IC 17 | 亚琛 － 科隆 － 杜塞尔多夫 － 多特蒙德 － 哈姆 － 比勒费尔德 － 汉诺威 － 马格德堡 － 柏林 | 2006年底撤销                                               |
| IC 18 | 柏林 － 莱比锡 | 2005年被ICE 28替代                                         |
| IC 26 | （宾茨 －） 施特拉尔松德 － 汉堡 － 汉诺威 － 哥廷根 － 卡塞尔-威廉山 － 吉森 － 法兰克福 － 达姆施塔特 － 海德堡 － 卡尔斯鲁厄 （－ 巴登巴登 － 奥芬堡 － 辛根 － 康斯坦茨）                                                      | 两小时1班                                                  |
| IC 26 | （格赖夫斯瓦尔德 －） 施特拉尔松德 － 汉堡 － 不来梅 － 明斯特 － 埃森 － 杜伊斯堡 － 杜塞尔多夫 － 科隆 （－ 美因茨 － 曼海姆 － 海德堡 － 斯图加特）                                                                             | 两小时1班                                                  |
| IC 26 | （维斯特兰 －） 汉堡 － 汉诺威 － 哥廷根 － 卡塞尔-威廉山 － 富尔达 － 维尔茨堡 （－ 纽伦堡 － 帕绍） ／ － 奥格斯堡 （－ 奥伯斯多夫 ／ － 慕尼黑 － 贝希特斯加登）                                                                | 2014年底撤销纽伦堡－帕绍区间                               |
| IC 35 | 诺代希莫勒 － 埃姆登 － 赖内 － 明斯特 － 盖尔森基兴 － 杜伊斯堡 － 杜塞尔多夫 － 科隆 － 波恩 － 科布伦茨 （－ 特里尔 － 卢森堡） （－ 美因茨 － 曼海姆 － 斯图加特 ／ － 卡尔斯鲁厄 － 巴登-巴登 － 奥芬堡 － 辛根 － 康斯坦茨） | 2014年底撤销科布伦茨－特里尔－卢森堡及美因茨－斯图加特区间 |
| IC 65 | 德累斯顿 － 开姆尼茨 － 霍夫 － 纽伦堡 | 2006年被弗兰肯-萨克森快车替代                              |
| IC 66 | 法兰克福 － 维尔茨堡 － 纽伦堡 － 慕尼黑 | 2005年被ICE 41替代                                         |
| EC 94 | 德累斯顿 － 格尔利茨 － 弗罗茨瓦夫 － 华沙 | 2006年底撤销                                               |
| EC 99 | 汉堡-阿尔托纳 － 萨尔茨韦德尔 － 柏林 － 科特布斯 － 弗罗茨瓦夫 － 克拉科夫 | 2014年底撤销                                               |

#### 营运问题

##### 联邦国防军城际列车
由于局限于在周五及周日使用城际列车网络，联邦国防军的周末返乡军人运输、尤其是在汉堡至科隆（－科布伦茨）区间造成了重大的问题。其最初开行加班服务的车辆是借用快速列车在当时所使用的银币车厢，但由于较低的行车速度（140公里/小时），这些列车在沿途都会被定期但密集的城际列车所超越。有鉴于此，德国联邦铁路特别于周五在南－北方向、周日在北－南方向开行国防军城际列车，它们由1节一等车厢、1节IC-酒吧车和大量的二等车厢组成。这些列车也面向一般的旅行者开放，但普通民众大多选择避免搭乘。在汉堡及科隆之间开行的定期列车则专门为国防军乘客加挂（最初为2节，不久后便改为4节）车厢。而在两德统一后，国防军列车的问题才得到显著缓解。
随着徵兵制的废止，特殊的国防军城际列车专列已基本停运或被转移至周末定期的加班服务。时至今日，国防军的加班服务主要使用旧的IR车厢运行，因此这些列车通常由8至9节Bimz类车厢组成，部分也仍设有ARkimbz类简餐车，开放座车及一等车厢则较少使用。

##### 加班列车及个别服务
最近几年以来， 德国铁路又越来越多的将定期IC列车用作ICE的加班列车，它们常见于特定时期内（例如圣诞节前）使用的特别时刻表中。而其它更多的列车，则主要用于在时间上接近定期运行的ICE列车的服务上，尤其是在交通繁忙的周五和周日，以及许多节假日（如复活节、耶稣升天节或圣灵降临节等）的前后。
也有一些列车仅每日一班或至少维持定期运行，它们主要在旅游目的地之间提供无需换乘的往返服务（如汉堡－贝希特斯加登、海德堡－科隆－汉堡－维斯特兰，鲁尔区－奥伯斯多夫）。但这些列车是被集成在既有的运行图间隙中，并拥有完全的定期运行周期。

##### 准点率
在2007年9月23日至10月31日期间（不包括罢工日），德国商品检验基金会对总共94136班列车于6时至24时在10个主要城市的终点站的到达时间进行了调查评估。根据该调查显示，在23261班长途列车中共有46%延误最多1分钟，16%为2至3分钟，10%为4至5分钟，12%为6至10分钟，8%为11至20分钟，3%为21至30分钟以及4%为延误30分钟以上。德国铁路拒绝承认调查结果，并声称铁路客运在2007年的整体准点率“远超于90%”，但没有给出任何具体数据。